# Советский район (Уфа)
Сове́тский райо́н (баш. Совет районы) — один из семи городских районов города Уфы, расположенный к северу от его исторической центральной части.

## История

Революционная улица

Дата образования прообраза Советского района — апрель 1938 года, когда за счёт разукрупнения были созданы два новых района: Ждановский и Молотовский (с 1957 года Советский).
За многолетнюю историю границы района неоднократно менялись.
Первые строения на территории нынешнего Советского района возникли в начале XVII века. Это были загородные укрепления (засеки) со сторожевыми башнями, которые были расположены между реками Белой и Уфой и прикрывали подступы к Уфимской крепости с севера и северо-востока.
Огромную роль в подъёме экономической и культурной жизни сыграло строительство Самаро-Златоустовской (ныне Куйбышевской) железной дороги. Движение по ней было пущено через Уфу в 1888—1890 гг., с пуском мостов через реки Белую и Уфу.
В августе 1888 года в Уфе вступили в строй главные мастерские Самаро-Златоустовской железной дороги (ныне тепловозоремонтный завод) и депо. Открытие пароходного, а главное, железнодорожного сообщений превратило Уфу в крупный транспортный узел на Южном Урале, способствовало быстрому развитию промышленности.
В начале 1900-х годов на территории нынешнего района проживало около 15 тыс. жителей.
За счёт присутствия железнодорожных мастерских и депо возникали рабочие марксистские кружки, социал-демократические группы. Революционные события 1905 года не обошли стороной и Уфу, и район. Забастовщиками руководил совет рабочих депутатов во главе с Иваном Степановичем Якутовым. 9 декабря 1905 года политическая забастовка переросла в вооружённое восстание, которое было подавлено полицией и казаками. Жизнь самого Ивана Якутова оборвалась в ночь на 21 ноября 1907 года в Уфимской тюрьме. Его именем назван городской детский парк (бывший Сад народной трезвости).
В первой половине 1930-х годов зарождается новый для города и республики вид транспорта — воздушный. В 1932 году в Уфу прибыли три самолёта У-2 (По-2), а 15 июля 1933 года открылась первая регулярная авиационная линия по кольцевому маршруту Уфа — Магнитогорск — Белорецк — Стерлитамак — Мелеуз — Мраково — Баймак — Архангельское — Уфа. Сейчас трудно представить, что все это происходило на улице Рихарда Зорге, на территории сегодняшнего Южного автовокзала, где был первый уфимский аэропорт. В доме, который сегодня знают как «дом с петушком», была расположена аэродромная метеослужба. До революции он принадлежал купцу П. Костерину и использовался как дача.

## Население
| 1959     | 1970     | 1979     | 1989     | 2002     | 2003     | 2004     |
| -------- | -------- | -------- | -------- | -------- | -------- | -------- |
| 89 620   | ↗192 091 | ↘142 380 | ↗196 425 | ↘172 589 | ↗173 381 | ↘173 098 |
| 2005     | 2006     | 2007     | 2008     | 2009     | 2010     | 2013     |
| ↘171 115 | ↘168 285 | ↘166 105 | ↘164 724 | ↗164 955 | ↗173 383 | ↘173 280 |
| 2014     | 2015     | 2016     | 2017     | 2020     | 2021     |          |
| ↗177 865 | ↘177 523 | ↗178 336 | ↘177 719 | ↘177 145 | ↗180 868 |          |

## Промышленность
- ОАО «Уфимский тепловозоремонтный завод»,
- «Уфагаз» — филиал ОАО «Газ-сервис»,
- ОАО «УПО „Геофизприбор“»,
- АО «НПФ „Геофизика“»,
- ОАО «Уфимский завод микроэлектроники „Магнетрон“»,
- ОАО «УАП „Гидравлика“»,
- ОАО «УЗЭМИК»,
- ГУП РБ «Уфимский полиграфкомбинат».

## Социальная сфера
В районе работают ДКиТ ОАО «УЗЭМИК», ДК «Железнодорожник», Дворец молодежи (бывший ДК «Юбилейный»), развлекательный центр «Огни Уфы». Здесь находятся две детские музыкальные школы и детская художественная школа, бывший дворец пионеров, ныне дворец детского творчества.